# I liga urugwajska w piłce nożnej (1983)
- Mistrz Urugwaju 1983: Club Nacional de Football
- Wicemistrz Urugwaju 1983: Danubio FC
- Copa Libertadores 1984: Danubio FC (zwycięzca turnieju Liguilla Pre-Libertadores), Club Nacional de Football (drugi w Liguilla Pre-Libertadores)
- Spadek do drugiej ligi: River Plate Montevideo
- Awans z drugiej ligi: Central Español Montevideo

Mistrzostwa Urugwaju w roku 1983 były mistrzostwami rozgrywanymi według systemu, w którym wszystkie kluby rozgrywały ze sobą mecze każdy z każdym u siebie i na wyjeździe, a o tytule mistrza i dalszej kolejności decydowała końcowa tabela. Miejsce w końcowej tabeli mistrzostw nie decydowało o prawie gry w międzynarodowych pucharach – o tym zadecydował oddzielny turniej zwany Liguilla Pre-Libertadores, rozegrany na koniec sezonu. Najlepszy klub w tym turnieju uzyskał prawo gry w Copa Libertadores 1984, a drugi miał stoczyć pojedynek barażowy z mistrzem Urugwaju. W tym sezonie baraż nie był jednak konieczny, gdyż drugi klub w turnieju Liguilla Pre-Libertadores był jednocześnie mistrzem Urugwaju.

## Primera División

### Końcowa tabela sezonu 1983
| Poz | Klub                      | Mecze | Zw | Rem | Por | Pkt | BrZd | BrStr |
| --- | ------------------------- | ----- | -- | --- | --- | --- | ---- | ----- |
| 1   | Club Nacional de Football | 24    | 16 | 6   | 2   | 38  | 46   | 13    |
| 2   | Danubio FC                | 24    | 10 | 9   | 5   | 29  | 37   | 21    |
| 3   | Defensor Sporting         | 24    | 7  | 15  | 2   | 29  | 42   | 27    |
| 4   | CA Bella Vista            | 24    | 10 | 8   | 6   | 28  | 25   | 20    |
| 5   | Montevideo Wanderers      | 24    | 7  | 11  | 6   | 25  | 28   | 27    |
| 6   | Progreso Montevideo       | 24    | 6  | 12  | 6   | 24  | 27   | 32    |
| 7   | CA Peñarol                | 24    | 5  | 12  | 7   | 22  | 30   | 31    |
| 8   | CA Cerro                  | 24    | 8  | 6   | 10  | 22  | 31   | 36    |
| 9   | Sud América Montevideo    | 24    | 6  | 8   | 10  | 20  | 29   | 39    |
| 10  | Miramar Montevideo        | 24    | 6  | 8   | 10  | 20  | 23   | 32    |
| 11  | Huracán Buceo Montevideo  | 24    | 5  | 10  | 9   | 20  | 21   | 37    |
| 12  | Rampla Juniors            | 24    | 5  | 9   | 10  | 19  | 21   | 32    |
| 13  | River Plate Montevideo    | 24    | 3  | 10  | 11  | 16  | 17   | 30    |

Wobec równej liczby punktów drugi i trzeci zespół w tabeli rozegrały baraż o tytuł wicemistrza Urugwaju.
| Mecz                               |
| ---------------------------------- |
| Danubio FC – Defensor Sporting 2:1 |

Wicemistrzem Urugwaju został klub Danubio FC.

### Klasyfikacja strzelców bramek
| Gole | Piłkarz         | Klub                      |
| ---- | --------------- | ------------------------- |
| 13   | Arsenio Luzardo | Club Nacional de Football |

### Baraż o utrzymanie się w lidze
Tylko zwycięzca turnieju barażowego w następnym sezonie miał zagrać w pierwszej lidze.
| Poz | Klub                     | Mecze | Zw | Rem | Por | Pkt | BrZd | BrStr |
| --- | ------------------------ | ----- | -- | --- | --- | --- | ---- | ----- |
| 1   | Huracán Buceo Montevideo | 6     | 5  | 0   | 1   | 10  | 9    | 4     |
| 2   | Liverpool Montevideo     | 6     | 3  | 1   | 2   | 7   | 9    | 8     |
| 3   | Fénix Montevideo         | 6     | 2  | 2   | 2   | 6   | 8    | 8     |
| 4   | Colón Fútbol Club        | 6     | 0  | 1   | 5   | 1   | 5    | 11    |

## Liguilla Pre-Libertadores 1983

### Tabela końcowa Liguilla Pre-Libertadores 1983
| Poz | Klub                      | Mecze | Zw | Rem | Por | Pkt | BrZd | BrStr |
| --- | ------------------------- | ----- | -- | --- | --- | --- | ---- | ----- |
| 1   | Danubio FC                | 5     | 4  | 1   | 0   | 9   | 7    | 2     |
| 2   | Club Nacional de Football | 5     | 3  | 1   | 1   | 7   | 8    | 7     |
| 3   | CA Bella Vista            | 5     | 2  | 1   | 2   | 5   | 5    | 6     |
| 4   | CA Peñarol                | 5     | 2  | 0   | 3   | 4   | 6    | 4     |
| 5   | Defensor Sporting         | 5     | 2  | 0   | 3   | 4   | 8    | 8     |
| 6   | Montevideo Wanderers      | 5     | 0  | 1   | 4   | 1   | 2    | 9     |